# Apoštolská nunciatura na Slovensku
Apoštolský nuncius ve Slovenské republice je diplomat na úrovni velvyslance zastupující Svatý stolec u vlády Slovenské republiky. V souladu s usnesením Vídeňského kongresu z roku 1815 je doyenem diplomatického sboru. Od roku 2022 je apoštolským nunciem Nicola Girasoli.

## Nunciové ve Slovenské republice
1. Giovanni Coppa (1993-1994), se sídlem v Praze (prozatímně zároveň nuncius v České republice), předtím nuncius v Československu, poté kardinál
2. Luigi Dossena (1994-2001)
3. Henryk Józef Nowacki (2001-2007)
4. Mario Giordana (2008-2017)
5. Giacomo Guido Ottonello (2017-2022)
6. Nicola Girasoli (od roku 2022)[1]